# Lesque
Lesque  (en griego antiguo: λέσχη, romanizado: leskhē) es una palabra en griego jónico, que significa consejo o conversación, y un lugar de consejo o conversación| En las ciudades griegas se mencionan con frecuencia lugares de esparcimiento público con el nombre de leschai (λέσχαι, plural griego de lesche), algunos destinados a tal fin y otros llamados así porque eran utilizados por los holgazanes; A esta última clase pertenecen el ágora y sus pórticos, el gimanasio, y las tiendas de diversos comerciantes, especialmente las de los herreros, que eran frecuentadas en invierno por su calidez, y en las que, por la misma razón, los pobres buscaban refugio para pasar la noche.

En estos pasajes, sin embargo, en los que se encuentran los primeros ejemplos del uso de la palabra, parece referirse a lugares distintos de los talleres de los herreros, aunque se recurría a ellos de la misma manera; y podemos deducir de los gramáticos, que había en las ciudades griegas numerosos edificios pequeños o pórticos, amueblados con asientos, y expuestos al sol, a los que los ociosos recurrían para disfrutar de la conversación, y los pobres para obtener calor y refugio, y que se llamaban leschai: solo en Atenas había 360. La Suda, refiriéndose a un pasaje de Hesíodo, explica lesque (λέσχη) mediante la palabra kaminos (κάμινος ‘horno’ o ‘fragua’).
Por Esquilo  y Sófocles  la palabra se usa para designar un consejo solemne; pero en otros lugares los mismos escritores, así como Heródoto, la emplean para significar una conversación común.
En los Estados dorios la palabra conservaba el significado de un lugar de reunión para deliberar y conversar, una sala de consejo o club.  En Esparta cada filé tenía su lesche, en la que y en el gimnasio los ancianos pasaban la mayor parte del día en conversaciones serias y deportivas, y en la que los niños recién nacidos eran presentados para que los ancianos decidieran si debían ser criados o eliminados. Algunas de estas lesques espartanas parecen haber sido salones de ciertas pretensiones arquitectónicas: Pausanias menciona dos de ellas, la lesche krotanon (λέσχη Κροτανῶν) y la lesche poikile (λέσχη ποικίλη). También se utilizaban para otros fines.
Generalmente había cámaras para el consejo y la conversación, llamadas así, anexas a los templos de Apolo, uno de cuyos epítetos era Apolo Leschenorios (en griego antiguo: Λεσχηνόριος).
De tales lesques el principal era el Lesque de los cnidios, que fue erigido en Delfos por los cnidios, y que fue celebrada en toda Grecia, menos por su propia magnificencia, que por las pinturas con las que fue adornado por Polignoto.

## Etimología
En el XIX se sospechó una relación entre la palabra griega lescha (en griego jónico: lesche) y la semítica lischkah (en hebreo: לשכה‎), que denota una dependencia de un templo para la comida común de los sacrificios, por ejemplo varias veces en Jeremías 35. El sonido de la palabra sugiere un préstamo de la palabra griega de la semítica, y también se propuso la tesis correspondiente. Sin embargo, un estudio de Walter Burkert de 1990 llega a la conclusión de que (si acaso) la palabra hebrea es un préstamo del griego o de otra lengua indoeuropea.
Sin embargo, un estudio de Walter Burkert de 1990, llega a la conclusión de que (si acaso) la palabra hebrea es un préstamo del griego o de otra lengua indoeuropea (posiblemente a través de los filisteos). La etimología griega de la raíz λεχ- (griego λεχος lechos ‘cama;’ relacionado con el alemán liegen, inglés lie) ya habla a favor de tal dirección de préstamo, mientras que la palabra no está atestiguada en el área semítica excepto en el Tanaj. Alternativamente, también se supone una derivación de λέγειν legein (‘hablar, conversar’.